# Park Sang-won
Park Sang-won (koreanisch 박상원; * 14. September 2000 in Daejeon) ist ein südkoreanischer Säbelfechter.

## Erfolge
Park Sang-won erzielte sein bestes Ergebnis im Juniorenbereich mit dem sechsten Platz bei den Junioren-Weltmeisterschaften 2018 in Verona. Sein internationales Debüt bei den Erwachsenen gab er schließlich im Jahr 2022 beim Weltcup in Algier. Ein Jahr darauf vertrat der Rechtshänder Südkorea bei der 2023 ausgetragenen Universiade in zwei Konkurrenzen. Dabei gewann er nach einem Finalsieg über den Ungar Gergő Horváth die Goldmedaille im Einzel und belegte mit der Mannschaft den zweiten Platz. Das Gefecht um die Goldmedaille verloren die Südkoreaner gegen die Équipe Italiens.
2024 sicherte er sich bei den Asienmeisterschaften in Kuwait seinen ersten internationalen Medaillengewinn. Mit der südkoreanischen Mannschaft, zu der neben ihm noch Gu Bon-gil, Ha Han-sol und Oh Sang-uk gehörten, besiegte er im Finale den Iran deutlich mit 45:26 und gewann damit den Titel des Asienmeisters. Auf dem Weg ins Finale hatten Park, Gu, Ha und Oh zunächst im Viertelfinale die Mannschaft aus Saudi-Arabien mit 45:31 besiegt, ehe sie im Anschluss im Halbfinale auf Hongkong trafen. Mit 45:37 setzten sie sich auch gegen Hongkong durch. Bei den Olympischen Spielen in Paris startete Park in zwei Disziplinen. In der Einzelkonkurrenz bezwang er in der Auftaktrunde Colin Heathcock aus den Vereinigten Staaten mit 15:10, woraufhin er auf den Chinesen Shen Chenpeng traf. Gegen diesen schied er nach einer 11:15-Niederlage aus. Wesentlich erfolgreicher verlief für ihn der Mannschaftswettbewerb. In diesem bezwang er mit Gu Bon-gil, Oh Sang-uk und Do Gyeong-dong im ersten Gefecht Kanada mit 45:33. Auch das Halbfinale gegen Frankreich wurde mit 45:39 gewonnen, sodass die Südkoreaner ins Finale gegen Ungarn einzogen. Mit 45:41 bezwangen sie die ungarische Équipe und gewannen damit wie schon bei den letzten Olympischen Spielen – ohne Park – die Goldmedaille.